# Gray's Inn

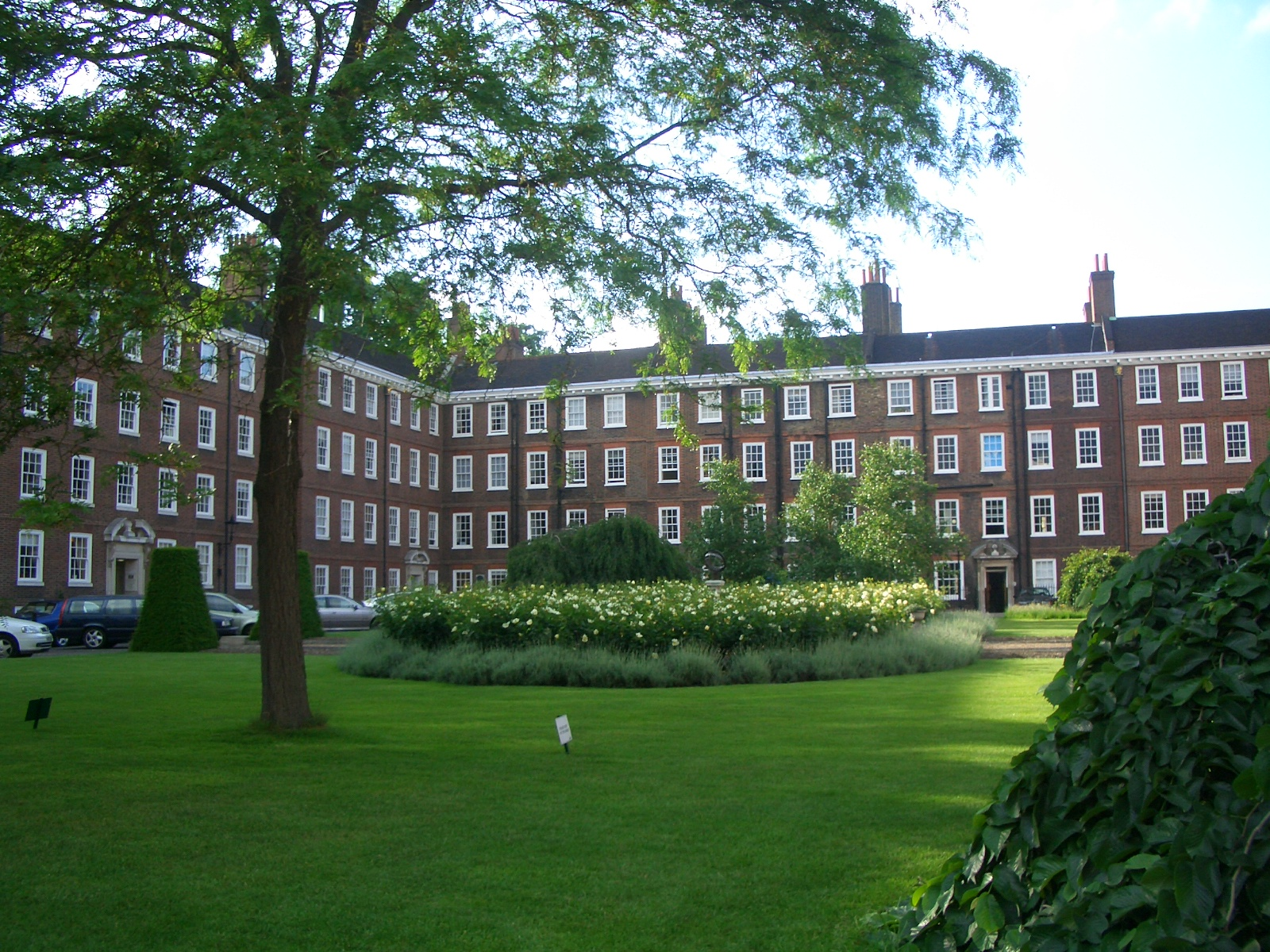
Plaza Gray's Inn, Londres

La Honorable Sociedad de Gray's Inn, comúnmente conocida como Gray's Inn, es una de las cuatro Inns of Court (asociaciones profesionales de abogados y jueces) de Londres, Inglaterra (Reino Unido). Para poder litigar y ejercer como abogado en Inglaterra y Gales, una persona debe pertenecer a una de estas asociaciones. Ubicada en la intersección de High Holborn y Gray's Inn Road en el centro de Londres, la asociación es un organismo profesional y un proveedor de oficinas para muchos abogados. Está gobernada por un consejo de gobierno llamado "pensión", compuesto por los maestros de la banca (o benchers), y dirigido por el Tesorero, que es elegido para servir por un período de un año. La asociación es conocida por sus jardines o paseos, que existen desde al menos 1597.
Gray's Inn no reclama una fecha de fundación específica; existe la tradición de que ninguno de los Inns of Court afirma ser más antiguo que los demás. Los secretarios legales y sus aprendices se establecieron en el sitio actual desde al menos 1370, con registros que datan de 1381. Durante los siglos XV y XVI, la asociación creció de manera constante con gran prestigio, alcanzando su pináculo durante el reinado de Isabel I. Ha cobijado a muchos abogados y políticos importantes, sobre todo Francis Bacon, y contaba con la propia reina Isabel como mecenas. Gracias a los esfuerzos de miembros prominentes como William Cecil y Gilbert Gerard, Gray's Inn se convirtió en la más grande de las cuatro asociaciones en número de socios, con más de 200 abogados registrados como miembros. Durante este período, la asociación se hizo famosa por las máscaras y las juergas que organizaba, y se cree que William Shakespeare puso en escena por primera vez allí La comedia de los errores.
La asociación continuó prosperando durante el reinado de Jacobo I (1603-1625) y el comienzo del reinado de Carlos I, cuando se registraron más de 100 estudiantes por año. El estallido de la primera guerra civil inglesa en 1642 durante el reinado de Carlos I interrumpió los sistemas de educación legal y gobierno en las Inns of Court, cerrando todas las autorizaciones para litigar y las nuevas admisiones, y Gray's Inn nunca se recuperó por completo. La fortuna siguió decayendo después de la Restauración inglesa, que supuso el fin del método tradicional de educación jurídica. Aunque ahora es más próspera, Gray's Inn es hoy la más pequeña de las Inns of Court.

Armas del barón Gray de Wilton, propietario fundador del de Gray's Inn

## Rol
Gray's Inn y las otra tres Inns of Court son las únicas asociaciones legalmente habilitadas para certificar a un abogado para que litigue frente al juez, permitiéndole ejercer en Inglaterra y Gales. Si bien la asociación antiguamente fue un cuerpo de enseñanza y disciplinario, estas funciones ahora son compartidas entre las cuatro asociaciones, con el  Consejo Estándar de la Barra de Abogados (una división del Consejo General de Abogados) el cual hace de cuerpo disciplinario y las Inns of Court y el Consejo Educativo de la Barra provee capacitación. Las Inn son cuerpos colegiados auto gobernados, una asociación no incorporada de sus miembros, que provee en sus instalaciones una biblioteca, salón comedor, alojamiento y oficinas, además de una capilla. Los miembros de la Barra de Abogados de otras Inns pueden utilizar las instalaciones en cierta medida.

## Historia
Durante el siglo XII y principios del XIII, la ley fue enseñada en la City de Londres, principalmente por el clero. Luego sucedieron dos eventos que terminaron con el papel de la Iglesia en la educación jurídica: en primer lugar, una bula papal que prohibía al clero enseñar el derecho consuetudinario, en lugar del derecho canónico; y, en segundo lugar, un decreto de Enrique III de Inglaterra del 2 de diciembre de 1234 mandando que no podía existir ningún instituto de educación jurídica en la City de Londres. El derecho consuetudinario comenzó a ser practicado y enseñado por laicos en lugar de clérigos, y estos abogados emigraron a la aldea de Holborn, en las afueras de la ciudad y cerca de los tribunales de justicia en Westminster Hall.

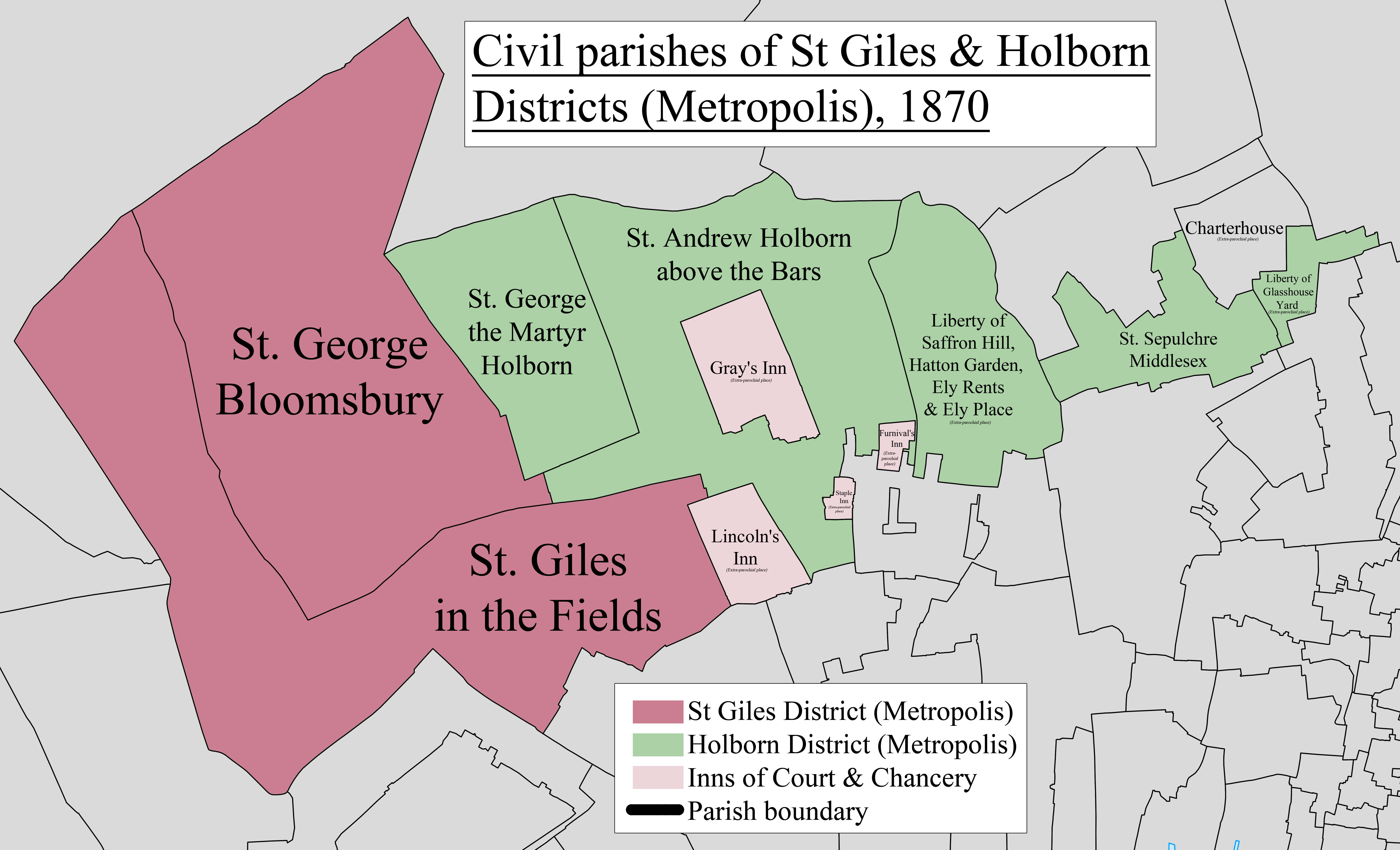
Un mapa que muestra los límites de la asociación en 1870

### Fundación y primeros años
Los primeros registros de los cuatro Inns of Court se han perdido y no se sabe con precisión cuándo se fundó cada uno. Los registros de Gray's Inn en sí se perdieron hasta 1569 y, por lo tanto, no se puede verificar la fecha exacta de fundación. Lincoln's Inn tiene los primeros registros que se conservan. Gray's Inn data de al menos 1370, y toma su nombre del barón Gray de Wilton, ya que la asociación era originalmente la casa (o posada, "Inn" en inglés) de la familia de Wilton dentro de la mansión de Portpoole. Los abogados en ejercicio contrataron varias partes de la posada como alojamiento residencial y de trabajo, y sus aprendices se alojaron con ellos. De ahí la tradición de cenar en "comunes", probablemente utilizando el salón principal de la posada, siguió como el arreglo más conveniente para los miembros. Los registros externos de 1437 muestran que Gray's Inn estaba ocupada por socii, o miembros de una sociedad, en esa fecha.
En 1456 Reginald de Gray, el propietario de la propia mansión, vendió la tierra a un grupo que incluía a Thomas Bryan. Unos meses más tarde, los otros miembros firmaron escrituras de liberación, otorgando la propiedad únicamente a Thomas Bryan. Bryan actuó como un propietario que representaba al órgano de gobierno de la posada (hay algunos registros que sugieren que pudo haber sido un Bencher en este momento) pero en 1493 transfirió la propiedad por estatuto a un grupo que incluía a Sir Robert Brudenell y Thomas Wodeward, devolviendo parcialmente la propiedad de la posada a la familia Gray.
En 1506, la familia Gray vendió la posada a Hugh Denys y un grupo de sus representantes incluido Roger Lupton. Esto no fue una compra en nombre de la sociedad y después de un retraso de cinco años, fue transferido bajo el testamento de Denys en 1516 a la Cartuja de Jesús de Belén (Priorato de Sheen), que siguió siendo el propietario de la Sociedad hasta 1539, cuando la Segunda Ley de Disolución llevó a la disolución de los monasterios y pasó la propiedad del Inn a la Corona.

### Edad de oro Isabelina

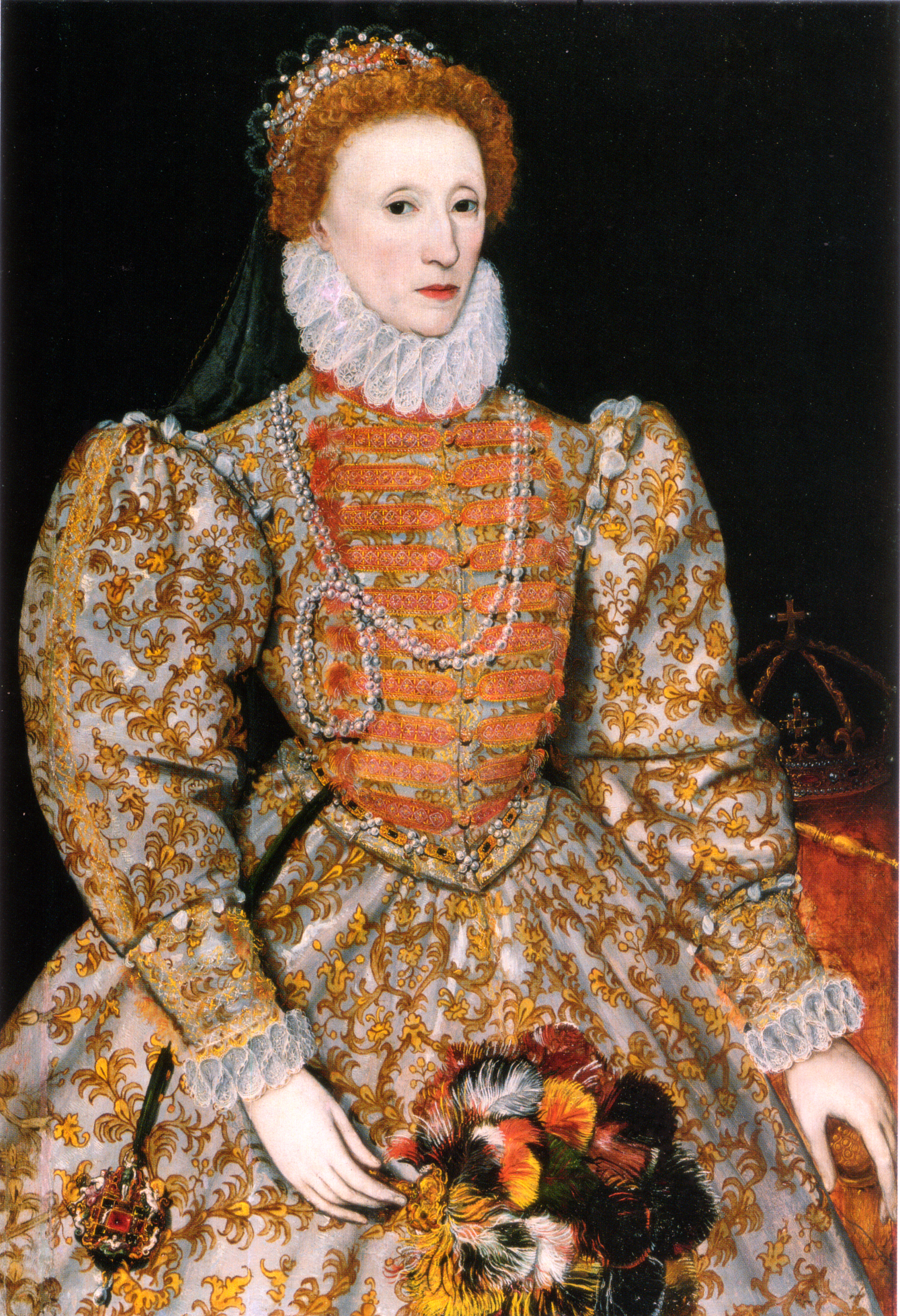
Isabel I de Inglaterra, que se desempeñó como patrona de la Inn durante su "edad de oro".

Durante el reinado de Isabel I, Gray's Inn se destacó, y ese período se considera la "edad de oro" de la asociación, con Isabel sirviendo como la Señora Patrona. Esto se remonta a las acciones de Nicholas Bacon, William Cecil y Gilbert Gerard, todos miembros prominentes de la asociación y confidentes de Isabel. Cecil y Bacon, en particular, se esforzaron por encontrar a los jóvenes más prometedores y lograr que se unieran a la asociación. En 1574 era la más grande de todos los Inns of Court por número, con 120 abogados, y en 1619 tenía una membresía de más de 200 abogados.
Gray's Inn, así como el resto de las Inns of Court, se hizo famosa por las fiestas y festivales que albergaba. Los estudiantes realizaron máscaras y obras de teatro en las bodas de la corte, frente a la propia reina Isabel, y organizaron festivales y banquetes regulares para la Candelaria, la víspera de Todos los Santos y la Pascua. En Navidad, los estudiantes gobernaron la posada por el día, nombrando a un Señor del Desgobierno llamado Príncipe de Purpoole, y organizaban una mascarada por su cuenta, con los Benchers y otros miembros mayores fuera para la festividad.
La mascarada de Gray's Inn en 1588 con su pieza central, The Misfortunes of Arthur de Thomas Hughes, es considerada por Adolphus William Ward la mascarada más impresionante organizada en cualquiera de las posadas. William Shakespeare actuó en el Inn al menos una vez, ya que su patrón, Lord Southampton, era miembro. Para la Navidad de 1594, Lord Chamberlain's Men interpretó su obra The Comedy of Errors ante una asamblea desenfrenada de notables en tal desorden que el asunto se conoció como la Night of Errors y se celebró un juicio simulado para acusar al culpable.
En el corazón de Gray's estaba el sistema compartido a través de las Inns of Court de progreso hacia convertirse en abogado litigante, que duraba aproximadamente de 12 a 14 años. Un estudiante primero estudiaba en Oxford o en la Universidad de Cambridge, o en uno de los Inns of Chancery, que eran instituciones dedicadas a la formación jurídica. Si estudiaba en Oxford o Cambridge, pasaba tres años trabajando para obtener un título y sería admitido en uno de los Inns of Court después de graduarse. Si estudiaba en uno de los Inns of Chancery, lo haría durante un año antes de solicitar la admisión en el Inn of Court al que estaba vinculado su Inn of Chancery; en el caso de Gray's Inn, los Inns of Chancery adjuntos eran Staple Inn y Barnard's Inn.
El estudiante era entonces considerado un "abogado interno", y estudiaba en privado, tomando parte en las discusiones y escucharía las lecturas y otras conferencias. Después de servir de seis a nueve años como "abogado interno", el estudiante podía presentarse al  Colegio de Abogados, asumiendo que había cumplido con los requisitos de haber discutido dos veces en los simulacros en una de las Inns of Chancery, dos veces en el Salón de su Inn of Court y dos veces en la Inn Library. Se esperaba que el nuevo "abogado absoluto" supervisara los "argumentos" sobre un solo punto de la ley entre estudiantes y abogados y debates en su Inn of Court, asistiera a conferencias en Inns of Court y Chancery y enseñara a los estudiantes < Después de cinco años como abogado "absoluto", se le permitía ejercer en los tribunales; después de 10 años era nombrado Anciano.
El período vio el establecimiento de un sistema regular de educación jurídica. En los primeros días de la asociación, la calidad de la educación jurídica había sido deficiente: las clases se daban con poca frecuencia y los estándares para ingresar al Colegio de Abogados eran débiles y variados. Durante la era isabelina, las clases se daban con regularidad, los debates se llevaban a cabo todos los días y se esperaba que los abogados que ingresaban al Colegio de Abogados desempeñaran un papel en la enseñanza de los estudiantes, lo que resultó en graduados calificados y conocedores de la asociación.

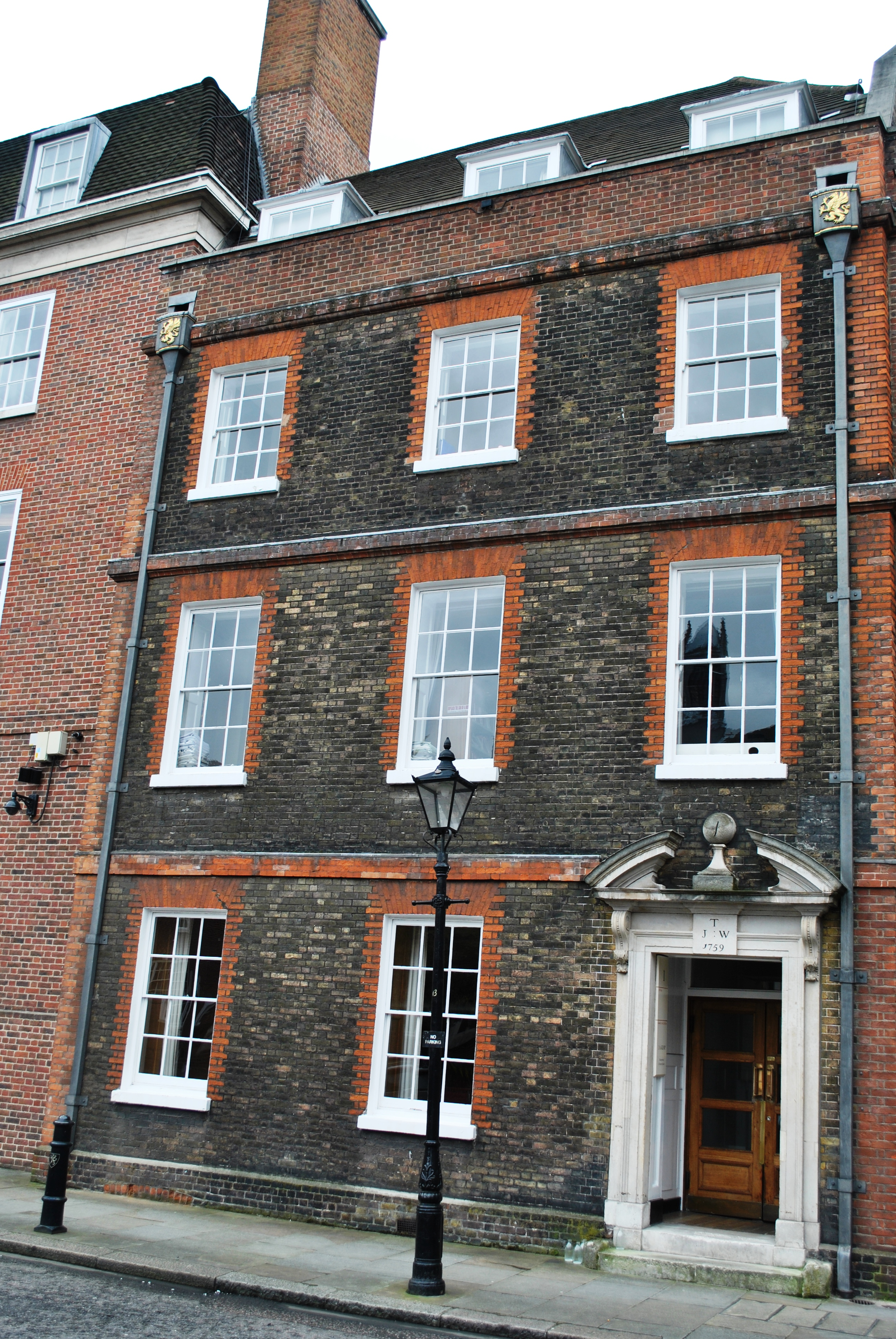
Francis Bacon House en Gray's Inn

Muchos abogados, jueces y políticos destacados fueron miembros de la asociación durante este período, incluidos Gilbert Gerard, Master of the Rolls, Edmund Pelham, Lord Chief Justice of Ireland y Francis Bacon, quien se desempeñó como Tesorero durante ocho años, supervisando cambios significativos en las instalaciones de la Inn y la primera construcción adecuada de los jardines y paseos por los que se destaca la Inn.

### El período Carolino y la Guerra Civil Inglesa

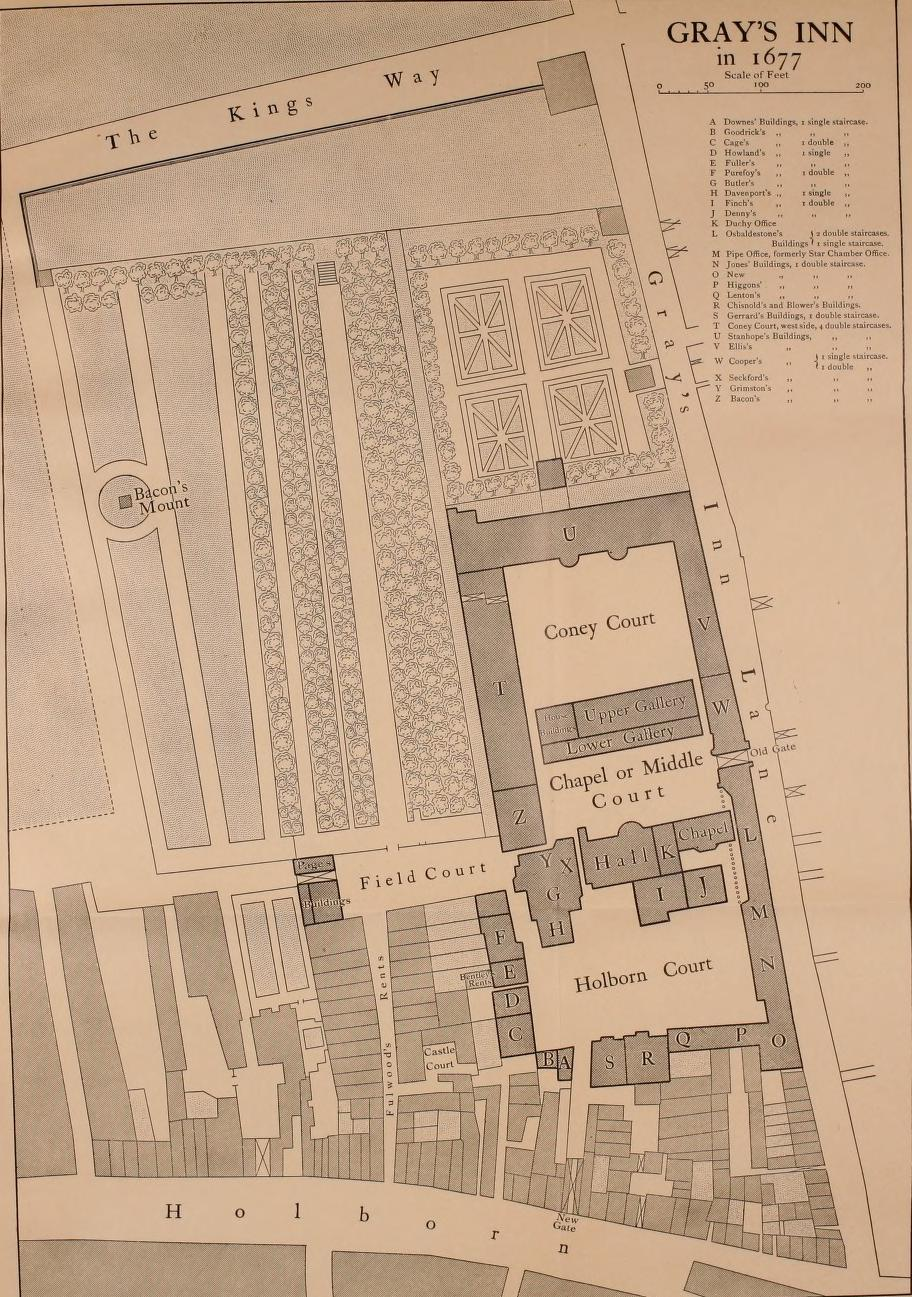
Un mapa de 1677 de Gray's Inn en Holborn.

Al comienzo de la era Carolina, cuando Carlos I subió al trono, la asociación continuó prosperando. Más de 100 estudiantes fueron admitidos en la asociación cada año y, excepto durante la plaga de 1636, continuó la educación jurídica de los estudiantes. Se siguieron celebrando máscaradas, incluida una en 1634 organizada por las cuatro Inns que costó £21000  (aproximadamente £3541000 de 2021). Antes de 1685, la asociación contaba como miembros con cinco duques, tres marqueses, veintinueve condes, cinco vizcondes y treinta y nueve barones, y durante ese período "ninguno puede exhibir una lista más ilustre de grandes hombres".
Muchos académicos, incluido William Holdsworth, un hombre considerado uno de los mejores académicos legales de la historia, sostienen que este período vio una disminución en el nivel de enseñanza en todas las asociaciones. Desde 1640 en adelante no se realizaron clases, y abogados como Sir Edward Coke comentaron en ese momento que la calidad de la educación en Inns of Court había disminuido. Holdsworth atribuyó esto a tres cosas: la introducción de libros impresos, la falta de inclinación de los estudiantes a asistir a los debates y clases y la falta de inclinación de los Benchers y Readers para hacer cumplir la asistencia.
Con la introducción de la imprenta, los textos legales escritos se volvieron más disponibles, lo que redujo la necesidad de que los estudiantes asistieran a lecturas, clases y conferencias. Sin embargo, esto significó que los estudiantes se negaran a sí mismos la oportunidad de cuestionar lo que habían aprendido o discutirlo con mayor detalle. Eventualmente, como los estudiantes ahora tenían una manera de aprender sin asistir a conferencias, comenzaron a excusarse de conferencias, reuniones y debates; a principios del siglo XVII, desarrollaron una forma de delegar a otros estudiantes para que hicieran sus debates por ellos. Los Benchers and Readers hicieron poco para detener el declive de la práctica de los conferenciantes y las lecturas, primero porque muchos probablemente creían (como los estudiantes) que los libros eran un sustituto adecuado y, en segundo lugar, porque muchos estaban ansiosos por evitar el trabajo de preparar una lectura, que redujo su tiempo como abogados en ejercicio. Estos problemas eran endémicos de todas las asociaciones, no solo de Gray's Inn.
El estallido de la primera guerra civil inglesa provocó la suspensión total de la educación jurídica, y desde noviembre de 1642 hasta julio de 1644 no se celebraron reuniones de pensiones. Solo 43 estudiantes fueron admitidos durante los cuatro años de la guerra y ninguno fue admitido al Colegio de Abogados. Las reuniones de los Inns se reanudaron después de la Batalla de Marston Moor, pero el sistema educativo permaneció inactivo. Aunque se designaron lectores, ninguno leyó y no se celebraron debates. En 1646, después del final de la guerra, hubo un intento de restaurar el antiguo sistema de lecturas y debates, y en 1647 se ordenó que los estudiantes debían discutir al menos una vez al día. Esto no funcionó, los lectores se negaron a leer y el antiguo sistema de educación jurídica se extinguió por completo.

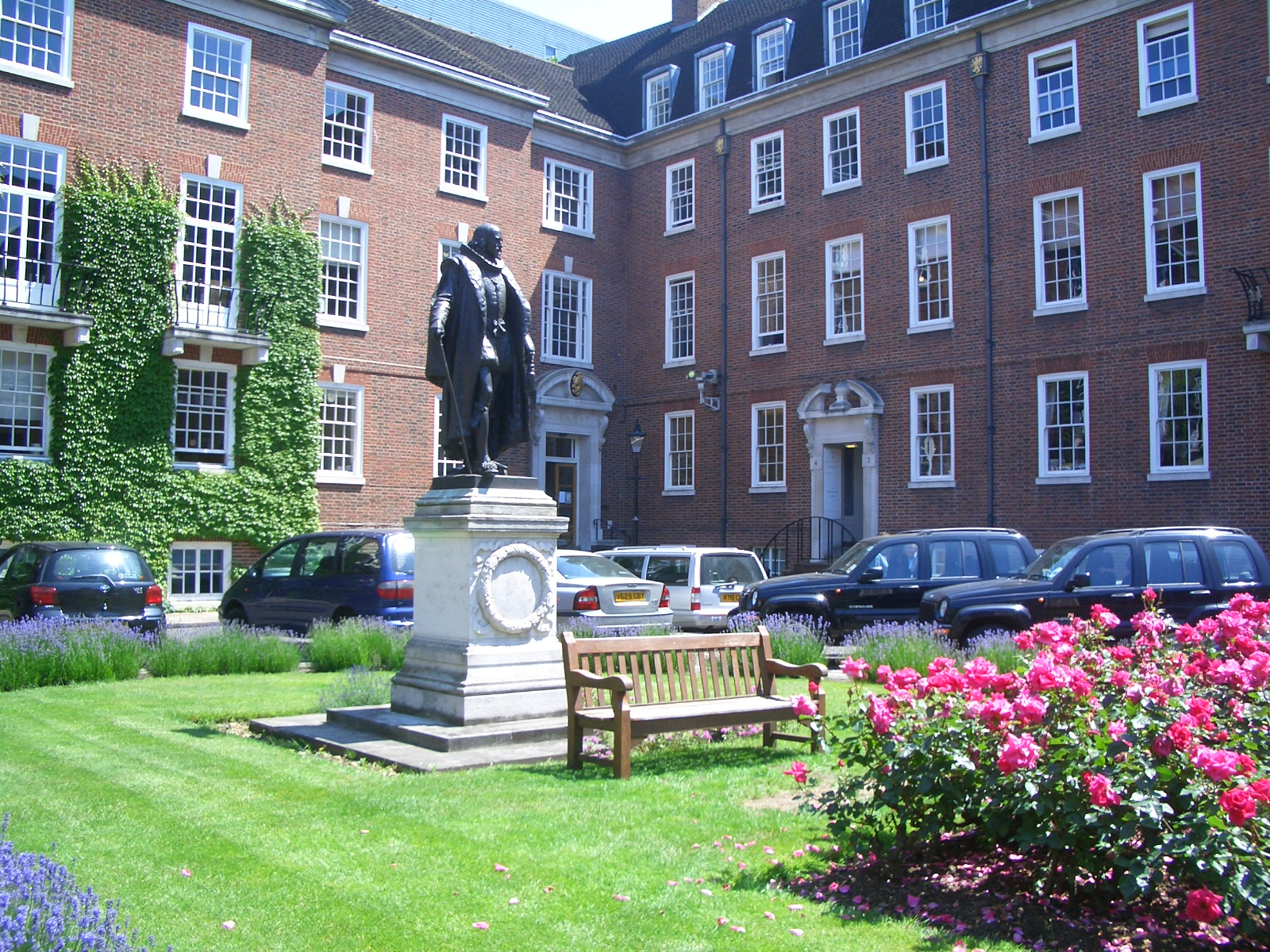
Plaza Sur, Gray's Inn WC1.

El período Carolino vio un declive en la prosperidad de Gray's Inn. Aunque había muchos miembros notables de la asociación, tanto legales (Sir Dudley Digges, Thomas Bedingfield y Francis Bacon, por ejemplo) como no legales (incluido William Juxon, el Arzobispo de Canterbury), la lista no era comparable con la del Período isabelino. Tras la Restauración inglesa, las admisiones se redujeron a un promedio de 57 al año.

### Restauración inglesa al presente
La fortuna de Gray's Inn continuó disminuyendo después de la Restauración inglesa, y en 1719 solo 22 estudiantes se unían al Inn por año. Esta caída en el número se debió en parte a que la nobleza terrateniente ya no enviaba hijos para convertirse en abogados para estudiar al Inn. En 1615, 13 estudiantes se unieron a la asociación por cada estudiante admitido a la barra de abogados, pero en 1713 la proporción se había convertido en 2.3 nuevos miembros por cada 1 admitido al Colegio de Abogados.
Durante un período de 50 años, la Guerra Civil y los altos impuestos bajo Guillermo III paralizaron económicamente a muchos miembros de la nobleza, lo que significa que no podían permitirse que sus hijos estudiaran en las Inns. David Lemmings considera que ha sido más grave que eso, por dos razones; en primer lugar, Inner Temple y Middle Temple habían mostrado un aumento en la membresía después de la Restauración, y en segundo lugar porque Gray's Inn había tenido previamente muchos más miembros "comunes" que las otras Inns. Por lo tanto, la disminución del número de miembros de la nobleza en la Inn no podría explicar completamente la gran caída de miembros.
En 1733, los requisitos para ser admitido en la barra de abogados se revisaron significativamente en una reunión conjunta entre los Benchers de Inner Temple y Gray's Inn, revisiones aceptadas por Lincoln's Inn y Middle Temple, aunque no estuvieron representadas. No se registra cuáles fueron estos cambios, pero después de una discusión adicional en 1762, las Inns adoptaron una regla de que cualquier estudiante con una maestría en artes o una licenciatura en derecho de las universidades de Oxford o Cambridge podría ser admitido por la barra después de tres años como estudiante, y cualquier otro estudiante podría ser admitido después de cinco años. Se intentó incrementar la calidad de la educación jurídica en Gray's Inn; en 1753 se contrató a un abogado, Danby Pickering, para dar una conferencia allí, aunque este acuerdo terminó en 1761 cuando fue admitido por el Colegio de Abogados.
El siglo XVIII no fue una época particularmente próspera para la asociación o sus miembros, y pocos abogados notables fueron miembros durante este período. Algunos miembros destacados incluyen a Sir Thomas Clarke, el Master of the Rolls, Sir James Eyre, Presidente del Tribunal Supremo de Common Pleas y Samuel Romilly, un destacado reformador de la ley. En 1780, el Inn estuvo involucrado en el caso de R v the Benchers of Gray's Inn, una prueba del papel de los Inns of Court como la única autoridad para admitir a los estudiantes a la Barra. El caso fue llevado a la Corte de King's Bench por William Hart, un estudiante de la Inn, quien le pidió a la corte (bajo Lord Mansfield) que ordenara a la Inn que lo admitiera a la Barra. Mansfield dictaminó que Inns of Court eran de hecho las únicas organizaciones capaces de admitir a los estudiantes al Colegio de Abogados, y se negó a ordenar a los Inns que admitieran a Hart.
Durante el siglo XIX, las asociaciones comenzaron a estancarse; poco había cambiado desde el siglo XVII en términos de educación o práctica legal, excepto que los estudiantes ya no estaban obligados a tomar el sacramento anglicano antes de ser admitidos a practicar abogacía. En 1852, las Inns establecieron el Consejo de Educación Jurídica, y en 1872 se introdujo un examen formal para la convocatoria de la abogacía. Gray's Inn sufrió más que la mayoría; al igual que en el siglo XVIII, la fortuna de sus miembros decayó y muchos abogados que habían sido admitidos al Colegio de Abogados de la Inn se trasladaron a otras.
Gray's Inn fue la más pequeña de las Inns a principios del siglo XX y se destacó por su conexión con el Circuito Norte. Durante la Segunda Guerra Mundial, la Inn sufrió graves daños durante el Blitz de 1941, con el Salón, la Capilla, la Biblioteca y muchos otros edificios golpeados y casi destruidos. La reconstrucción de gran parte de la posada tomó hasta 1960 por el arquitecto Sir Edward Maufe. En 2008, Gray's Inn se convirtió en el primer Inn en nombrar "becarios" —empresarios elegidos, académicos legales y otros— con la intención de brindarles una perspectiva y educación más amplias que las que ofrecerían los otros Inns.

## Estructura y gobernanza
Los registros internos de Gray's Inn datan de 1569, momento en el que había cuatro tipos de miembros; los que aún no habían sido llamados a la Abogacía, Abogados absolutos, Antiguos y Lectores. Los Barristers absolutos eran aquellos que habían sido llamados al Colegio de Abogados pero todavía estaban estudiando, los Antiguos eran los que eran llamados al Colegio de Abogados y se les permitía practicar y los Lectores eran los que habían sido llamados al Colegio de Abogados, podían practicar y ahora tocaban participó en la educación de estudiantes de derecho en Inns of Chancery y en Gray's Inn. En ese momento, Gray's Inn era el extraño entre las posadas; los otros no reconocieron a los Antiguos como un grado de abogado y tenían Benchers aproximadamente correspondientes a los Readers usados en Gray's Inn (aunque las posiciones no eran idénticas).
La posada está dirigida por Pension, su máximo órgano de gobierno. El nombre es peculiar de Gray's Inn; en Lincoln's Inn, el órgano de gobierno se llama Consejo, y en los Templos Inner y Middle se llama Parlamento. El nombre se utilizó para los órganos de gobierno de tres de las posadas de la cancillería: Barnard's Inn, Clement's Inn y New Inn. En Gray's Inn, los lectores, cuando existían, estaban obligados a asistir a las reuniones de la pensión, y en un momento dado se les daba la bienvenida a otros abogados, aunque solo los lectores podían hablar. La pensión en Gray's Inn está formada por los Maestros del Banco, y la posada en su conjunto está dirigida por el Tesorero, un alto cargo. El Tesorero siempre ha sido elegido y desde 1744 el cargo ha rotado entre individuos, con un mandato de un año.

### Lectores
Un Lector era una persona literalmente elegida para leer; sería elegido miembro de la Pensión (consejo) de Gray's Inn y ocuparía su lugar dando una "lectura", o conferencia, sobre un tema legal en particular. La Pensión elegiría anualmente dos lectores para un mandato de un año. Inicialmente (antes del ascenso de los Benchers) los Readers eran el órgano de gobierno de Gray's Inn y formaron Pension. Los primeros registros de lectores son del siglo XVI, aunque los registros de la posada solo comienzan en 1569 William Dugdale (él mismo es miembro) publicó una lista en sus Origines Juridiciales que data de 1514. S.E. Thorne publicó una lista que data de 1430, pero esto es completamente conjetura y no se basa en ningún registro oficial, solo informes de "lecturas" que tuvieron lugar en Gray's Inn. Hacia 1569 ciertamente había habido lectores durante más de un siglo.
La Guerra Civil Inglesa marcó el final de la educación jurídica en las posadas y la clase de lectores entró en declive. Los últimos Lectores fueron nombrados en 1677, y la posición de los Lectores como jefes de la Posada y miembros de la Pensión fue asumida por los Benchers.

### Benchers
Un Bencher, Benchsitter o (formalmente) Master of the Bench, es miembro de la Inn, el órgano de gobierno de la Honorable Sociedad de Gray's Inn. El término originalmente se refería a alguien que se sentaba en los bancos en el salón principal de la Inn que se usaban para comer y durante los debates, y el término originalmente no tenía significado. La posición de Bencher se desarrolló durante el siglo XVI cuando los Lectores, por razones desconocidas, decidieron que algunos abogados que no eran Lectores deberían tener los mismos derechos y privilegios que los que sí lo eran, aunque sin voz en la Inn. Esta era una práctica poco común y ocurrió un total de siete veces en el siglo XVI, la primera fue Robert Flynt en 1549. El siguiente fue Nicholas Bacon en 1550, luego Edward Stanhope en 1580, a quien se le otorgó el privilegio porque, aunque era un abogado experto, una enfermedad significaba que nunca podría cumplir con los deberes de un lector.
La práctica se hizo más común durante el siglo XVII (11 personas fueron nombradas Benchers entre 1600 y 1630) y en 1614 a uno de los Benchers designados se le permitió explícitamente ser miembro de la asociación. Esto se volvió más común, creando un sistema de dos rangos en el que tanto Lectores como Benchers eran miembros de la asociación. Sin embargo, se designaron muchos más lectores que Benchers (50 entre 1600 y 1630) y parecía que los lectores seguirían siendo el rango más alto a pesar de este cambio.
La Guerra Civil Inglesa marcó el final de la educación jurídica en las posadas, aunque el gobierno intentó persuadir a los lectores para que continuaran amenazándolos con multas. La clase de lectores entró en declive y los jueces fueron llamados como miembros de la pensión en su lugar. En 1679 hubo la primera llamada masiva de Benchers (22 en una ocasión y 15 en otra), con los Benchers pagando una multa de 100 marcos porque se negaron a leer, y los Benchers modernos pagan una "multa" en una continuación de esta tradición.
Benchers destacados de Gray's Inn incluyen Lord Birkenhead y Francis Bacon. También se pueden nombrar jueces honorarios, aunque no tienen ningún papel en la pensión, como Lord Denning, que fue nombrado en 1979, y Winston Churchill. Hoy en día hay más de 300 jueces en Gray's Inn, en su mayoría abogados de alto nivel y miembros del poder judicial.

### Insignia

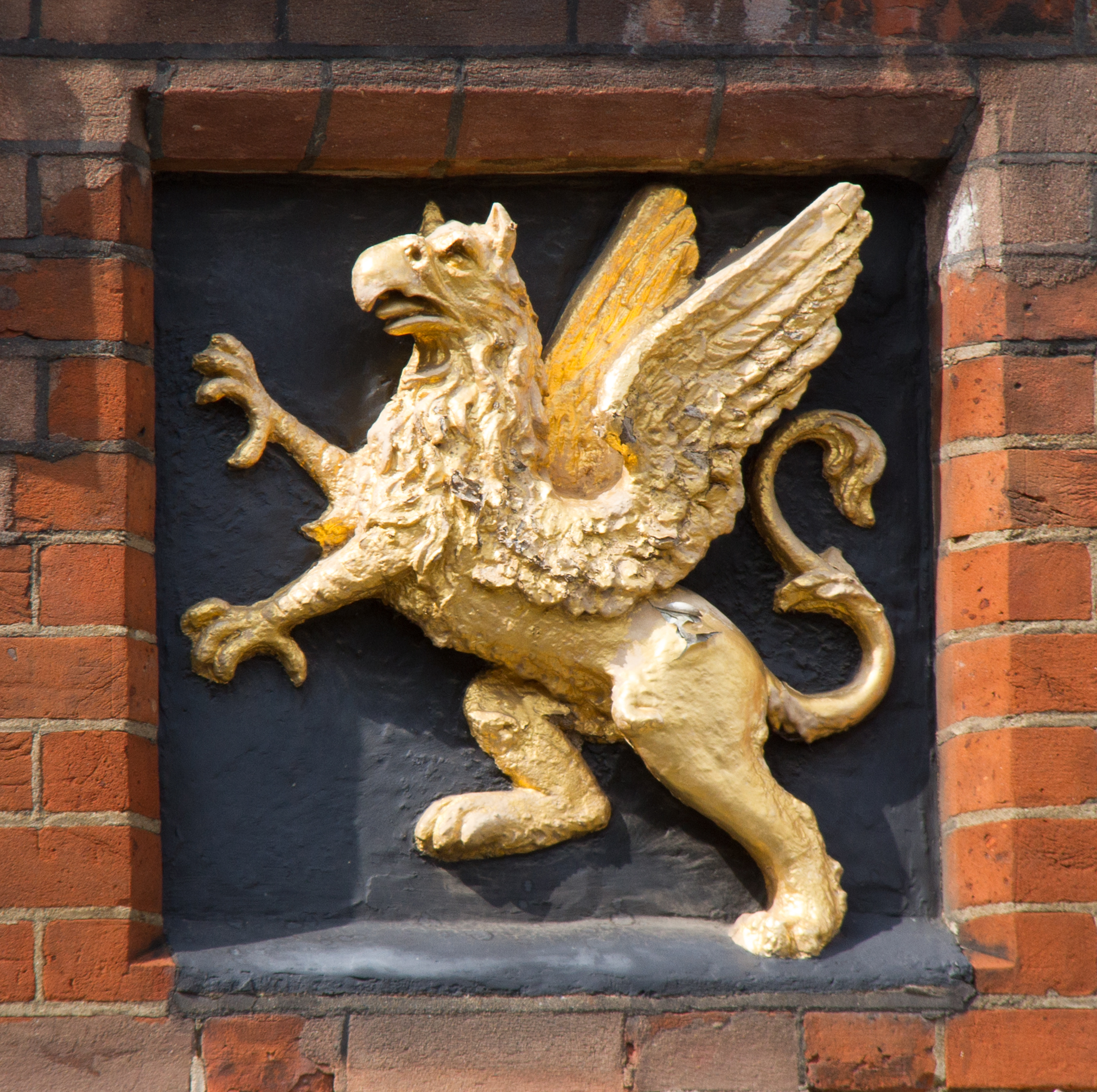
La insignia de Gray's Inn (un grifo dorado sobre un campo negro)

Gray's Inn no posee un escudo de armas como tal, sino que usa una insignia, que a menudo se muestra en un escudo, con el blasón "Azur como un grifo indio segregante adecuado" o, más actualmente, "Sable un grifo segregante o" es decir, un grifo dorado sobre fondo negro. Gray's Inn originalmente usaba una forma del escudo de armas de la familia de Gray, pero esto fue cambiado en algún momento alrededor de 1600 al grifo. No hay un registro directo de por qué se hizo esto, pero parece probable que el nuevo dispositivo fuera adaptado por el tesorero Richard Aungier (muerto en 1597), por dos razones probables: en primer lugar, porque era un personaje particularmente importante y prestigioso. miembro de la asociación, y en segundo lugar, porque el grifo se habría visto más impresionante en ocasiones como máscaradas y juergas que los simples brazos geométricos de los De Gray.
El lema en torno a la insignia, cuya fecha de adopción se desconoce, es Integra Lex Aequi Custos Rectique Magistra Non Habet Affectus Sed Causas Gubernat, o "Justicia imparcial, guardiana de la equidad, dueña de la ley, sin temor ni favor gobierna las causas de los hombres correctamente".

## Edificios y jardines

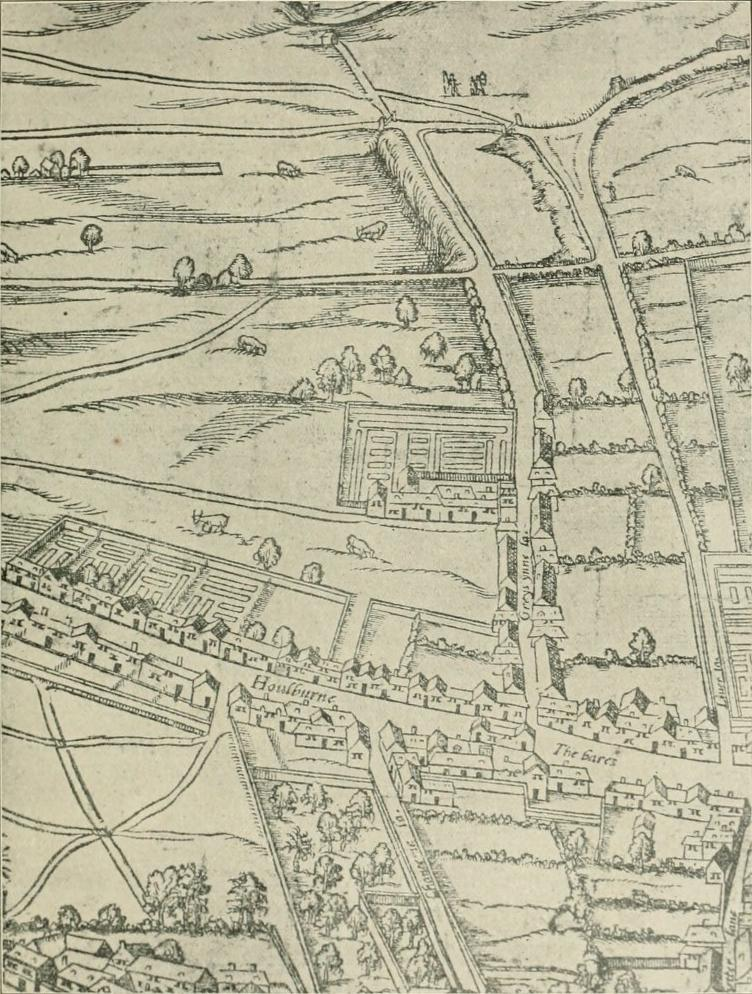
Los edificios y paseos de la posada, en un recinto en el lado izquierdo de "Grays ynne la.", que se muestra en el mapa "Grabado en madera" de Londres de la década de 1560.

La Inn está ubicada en la intersección de High Holborn y Gray's Inn Road. Comenzó como una sola casa solariega con un salón y una capilla, aunque se había agregado un ala adicional para la fecha del mapa "Grabado en madera" de Londres, dibujado probablemente a principios de la década de 1560. La expansión continuó durante las décadas siguientes, y en 1586 la Inn había agregado otras dos alas alrededor del patio central. Alrededor de estos había varios conjuntos de cámaras erigidas por miembros de la posada en virtud de un contrato de arrendamiento por el cual la propiedad de los edificios volvería a la posada al final del arrendamiento.
A medida que la asociación creció, se hizo necesario (por motivos de seguridad) bloquear el acceso a la tierra propiedad de la Inn, que anteriormente había estado abierta al público en general. En 1591 se tapó el "campo trasero", pero poco más se hizo hasta 1608, cuando bajo la supervisión de Francis Bacon, el Tesorero, se emprendieron más trabajos de construcción, particularmente en el muro y la mejora de los jardines y paseos. En 1629 se ordenó que un arquitecto supervisara cualquier construcción y se asegurara de que los nuevos edificios fueran arquitectónicamente similares a los antiguos, y la estricta aplicación de esta regla durante el siglo XVIII se da como una razón para la uniformidad de los edificios en Gray's Inn.
A finales del siglo XVII se demolieron muchos edificios, ya sea por malas reparaciones o para estandarizar y modernizar los edificios de la Inn. Muchos más se construyeron sobre el terreno abierto que rodea la Inn, aunque esto fue controvertido en ese momento; en noviembre de 1672 se solicitó al Consejo Privado y al propio Carlos II que ordenaran que no se construyera nada en el terreno abierto, y se envió una solicitud similar al Lord canciller en mayo de 1673. De 1672 a 1674, Nicholas Barbon construyó edificios adicionales en los campos de Red Lyon, y los miembros de la asociación intentaron demandarlo para evitarlo. Después de que las demandas fracasaran, los miembros de la asociación pelearon con los trabajadores de Barebones, "en los que varios fueron astutamente heridos".
En febrero de 1679 se produjo un incendio en el lado oeste de Coney Court, que requirió la reconstrucción de ese sector. Otro incendio estalló en enero de 1684 en Coney Court, destruyendo varios edificios, incluida la Biblioteca. Un tercer incendio en 1687 destruyó gran parte de Holborn Court, y cuando los edificios fueron reconstruidos después de estos incendios, se construyeron con ladrillos para que fueran más resistentes al fuego que la madera y el yeso que se usaban anteriormente en la construcción. Como resultado, la arquitectura de estilo Tudor que había dominado gran parte de la posada fue reemplazada por estilos más modernos. Los registros muestran que antes de la reconstrucción en 1687, la Inn había sido "tan incómoda" que los "antiguos" se vieron obligados a trabajar dos en una cámara. Más de la Inn fue reconstruida durante ese período, y entre 1669 y 1774 se reconstruyó toda la Inn, excepto partes del Salón y la Capilla.
Se construyeron más edificios durante los siglos XVIII y XIX. En 1941, la Inn sufrió el Blitz, que dañó o destruyó gran parte de la posada, requiriendo la reparación de muchos edificios y la construcción de más. Hoy en día, muchos edificios se alquilan como oficinas profesionales para abogados y procuradores con entre 24600 m² y 25500 m²) de espacio de oficinas disponible. También hay aproximadamente 60 apartamentos residenciales, alquilados a abogados que son miembros de la asociación. La asociación también aloja la Facultad de Derecho de Inns of Court, una empresa educativa conjunta entre los cuatro Inns of Court donde se lleva a cabo la formación profesional de abogados y procuradores. El diseño actual de la Inn consta de dos cuadrados, South Square y Gray's Inn Square, con los edificios restantes dispuestos alrededor de los paseos.

### Salón

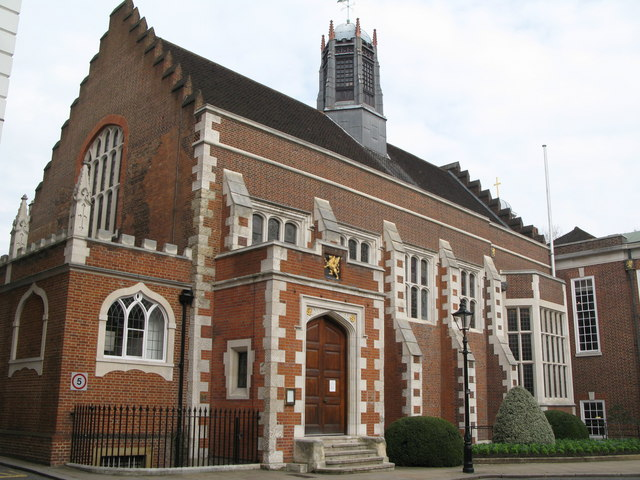
Salón Gray's Inn Hall, Londres WC1

El Salón era parte de la mansión original de Portpoole, aunque fue remodelado significativamente durante el reinado de María I, y nuevamente durante el reinado de Isabel, y la remodelación se terminó el 10 de noviembre de 1559. El Salón remodelado medía 21 m de largo, 11 m de ancho y 14 m de alto, y hoy sigue siendo aproximadamente del mismo tamaño. Tiene un techo de vigas de martillo y un estrado elevado en un extremo con una gran mesa sobre él, donde originalmente se habrían sentado los Benchers y otros notables.
La sala también contiene una gran pantalla tallada en un extremo que cubre la entrada al vestíbulo. La leyenda dice que la pantalla fue entregada a la asociación por Isabel I mientras era patrona de la asociación, y está tallada en la madera de un galeón español capturado de la Armada Invencible. El Salón se ilumina mediante enormes ventanales adornados con los escudos de armas de los miembros que se convirtieron en Tesoreros. También se dice que la mesa de los Benchers fue un regalo de Isabel y, como resultado, el único brindis público en la Inn hasta finales del siglo XIX fue "por la memoria gloriosa, piadosa e inmortal de la reina Isabel".
Las paredes del Salón están decoradas con pinturas de mecenas o miembros destacados de la Inn, incluidos Nicholas Bacon e Isabel I. Durante la Segunda Guerra Mundial, el Hall fue uno de esos edificios que sufrieron graves daños durante el Blitz. Las armas y pinturas de los tesoreros habían sido trasladadas a un lugar seguro y no sufrieron daños; durante la reconstrucción posterior a la guerra fueron devueltos al Salón, donde permanecen. El salón reconstruido fue diseñado por Edward Maufe y fue inaugurado formalmente en 1951 por el duque de Gloucester.

### Capilla
La Capilla existía en la casa solariega original utilizada por la Posada, y data de 1315. En 1625 se amplió bajo la supervisión de Eubule Thelwall, pero en 1698 estaba "muy en ruinas" y tuvo que ser reconstruido. Poco se sabe de los cambios, excepto que se eliminaron las cámaras del abogado sobre la Capilla. El edificio fue reconstruido nuevamente en 1893, y permaneció así hasta su destrucción durante el Blitz en 1941. La Capilla fue finalmente reconstruida en 1960, y se restauraron las vidrieras originales (que se habían quitado y llevado a un lugar seguro). La capilla reconstruida contiene "muebles sencillos" hechos de acer canadiense donado por la Asociación de Abogados de Canadá.
La posada ha tenido un capellán desde al menos 1400, donde se registra un caso judicial como iniciado por el "Capellán de Greyes Inn". Durante el siglo XVI, la Posada comenzó a contratar predicadores de tiempo completo para el personal de la Capilla; el primero, John Cherke, fue nombrado en 1576. Un puritano radical en una época de conflicto religioso, Cherke ocupó su puesto por poco tiempo antes de ser reemplazado por Thomas Crooke en 1580. Después de la muerte de Crooke en 1598, Roger Fenton se desempeñó como predicador, hasta que fue reemplazado por Richard Sibbes, más tarde maestro de Catherine Hall, Cambridge, en 1616. Gray's Inn todavía emplea a un Predicador; Michael Doe, ex obispo de Swindon y más recientemente Secretario General de la Sociedad Unida para la Propagación del Evangelio, fue nombrado en 2011.

### Walks

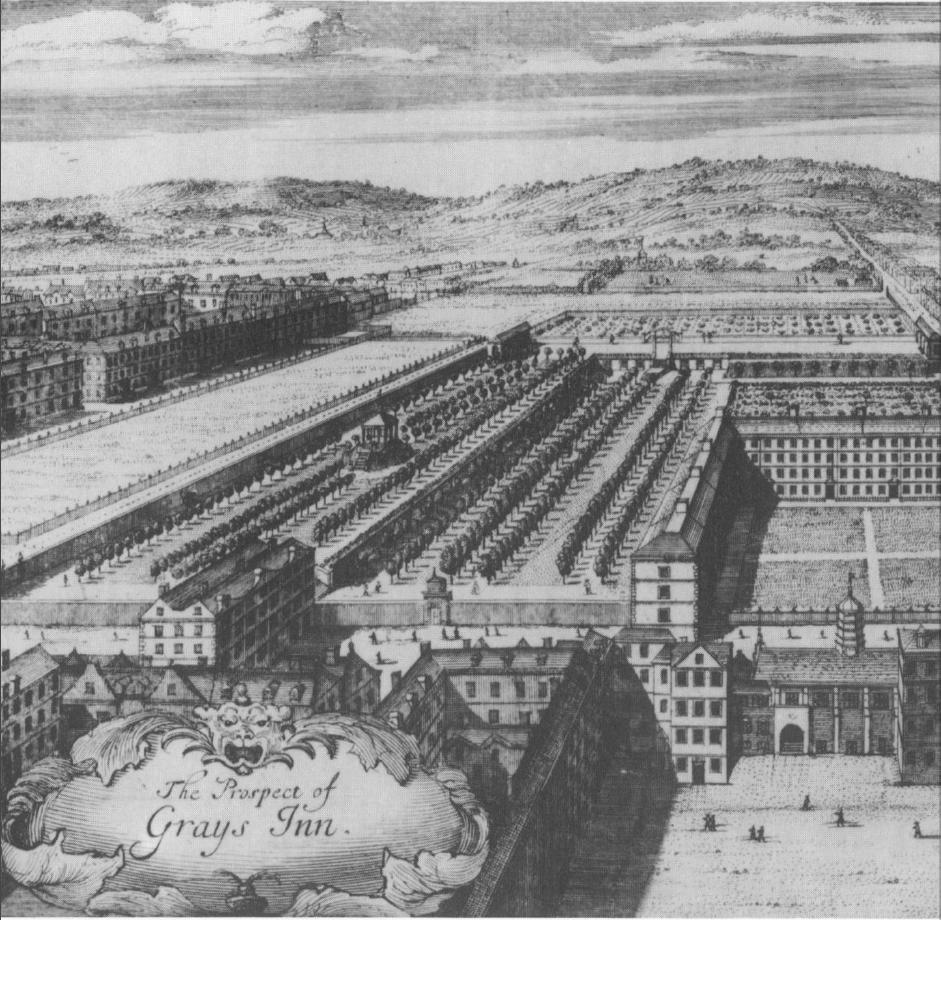
Una imagen de 1702 que muestra los paseos.

Los Walks son los jardines dentro de Gray's Inn, y existen desde al menos 1597, cuando los registros muestran que a Francis Bacon se le pagaría £7 por "plantar árboles en los Walks". Antes de esto, el área (conocida como Green Court) se usaba como un lugar para arrojar desechos y escombros, ya que en ese momento la posada estaba abierta a cualquier londinense. En 1587, la Pensión ordenó a cuatro Benchers que "consideraran qué cargo supondría un muro de ladrillos en los campos y dónde sería más adecuado construir dicho muro", y el trabajo en dicho muro se completó en 1598, lo que ayudó a mantener fuera los ciudadanos de Londres.
En 1599 se plantaron árboles adicionales en los paseos y también se agregaron escaleras hasta los paseos. Cuando Francis Bacon se convirtió en tesorero en 1608, se realizaron más mejoras, ya que ya no tuvo que buscar la aprobación de la Pensión para realizar cambios. En septiembre de 1608 se instaló una puerta en el muro sur y se contrató a varios jardineros para mantener los paseos. Los jardines se utilizaron comúnmente como un lugar de relajación, y James Howell escribió en 1621 que "Considero que [Gray's Inn Walks] es el lugar más agradable de Londres, y que allí tienes la sociedad más selecta".
Las Walks se mantuvieron bien durante el reinado de Guillermo III, aunque la falta de prosperidad de la posada hizo imposible más mejoras. En 1711 se ordenó al jardinero que no admitiera "a ninguna mujer o niño en los Walkes", y en 1718 se le dio permiso para retirar físicamente a los que encontrara. A finales del siglo XVIII, Charles Lamb dijo que los paseos eran "los mejores jardines de cualquiera de las posadas de la corte, siendo su aspecto totalmente reverendo y respetuoso de la ley". En 1720, la antigua puerta fue reemplazada por "un par de hermosas puertas de hierro con pares y otros adornos propios". Los siglos XIX y XX vieron pocos cambios importantes, aparte de la introducción de plátanos en los Walks.
Los Walks están incluidos en el Grado II* en el Registro de parques y jardines históricos.

### Biblioteca
La Biblioteca de Gray's Inn existe desde al menos 1555, cuando se hizo la primera mención de ella en el testamento de Robert Chaloner, quien dejó algo de dinero para comprar libros de derecho para la Biblioteca. La Biblioteca no era una gran colección ni una dedicada; en 1568 estaba alojado en una sola habitación en las cámaras de Nicholas Bacon, una habitación que también se utilizaba para segar y guardar el arcón de escrituras. La colección creció a lo largo de los años a medida que Benchers individuales como Sir John Finch y Sir John Bankes dejaron libros o dinero para comprar libros en sus testamentos, y el primer bibliotecario fue nombrado en 1646 después de que se descubrió que los miembros de la posada robaban libros.
En 1669, el Inn compró libros como organización por primera vez, y se redactó un catálogo adecuado para evitar robos. En 1684 se produjo un incendio en Coney Court, donde se encontraba la biblioteca, y destruyó gran parte de la colección. Si bien se salvaron algunos libros, la mayoría de los registros anteriores a 1684 se perdieron. Luego se construyó una "hermosa habitación" para albergar la Biblioteca.
La Biblioteca cobró mayor importancia durante el siglo XVIII; antes de eso, había sido una colección de libros pequeña y poco usada. En 1725, la Pensión propuso que "se estableciera una biblioteca pública y se mantuviera abierta para uso de la sociedad", y que se compraran más libros. El primer pedido de libros nuevos fue el 27 de junio de 1729 y consistió en "una colección de obras de Lord Bacon". En 1750, el subdirector de la posada hizo un nuevo catálogo de los libros, y en 1789 la biblioteca se trasladó a una nueva sala entre el Salón y la Capilla. En 1840 se erigieron otras dos salas para almacenar libros, y en 1883 se construyó una nueva biblioteca con espacio para almacenar aproximadamente 11000 libros. Rápidamente se descubrió que esto era inadecuado, y en 1929 se abrió una nueva biblioteca, conocida como la Biblioteca Holker después de que el benefactor, Sir John Holker, se abrió. La biblioteca, aunque de aspecto impresionante, no fue particularmente útil. Francis Cowper escribió que:
Aunque impresionante a la vista, el nuevo edificio fue algo menos que un éxito como biblioteca. El aire de amplitud se produjo a expensas de la estantería, y aunque en el octágono [en el extremo norte] el efecto decorativo de una fila tras otra de libros que se elevaban hacia la cornisa era considerable, los más altos eran totalmente inaccesibles, salvo para aquellos que podría escalar las escaleras más largas y vertiginosas. Además, los nombramientos eran de una magnificencia tan extraordinaria que no se permitían botes de tinta en la habitación por temor a accidentes.
El edificio no duró mucho: los daños sufridos por la posada durante el Blitz destruyeron por completo la biblioteca y una gran parte de su colección, aunque sobrevivieron los raros manuscritos, que se habían trasladado a otro lugar. Después de la destrucción de gran parte de la colección de la posada, Jorge VI donó reemplazos para muchos textos perdidos. Se utilizó un edificio prefabricado en Walks para guardar los libros supervivientes mientras se construía una nueva biblioteca, y el nuevo edificio (diseñado por Sir Edward Maufe) se inauguró en 1958. Es similar en tamaño a la antigua Biblioteca Holker, pero es más trabajadora y está diseñada para permitir un fácil acceso a los libros.

## Miembros notables
Con más de 600 años de existencia, Gray's Inn tiene una larga lista de miembros notables y miembros honorarios. Los nombres de muchos miembros se pueden encontrar en la Lista de miembros de Gray's Inn. Incluso como el más pequeño de los Inns of Court, ha tenido miembros que han sido abogados y jueces particularmente destacados, como Francis Bacon, el 1.er Conde de Birkenhead, Baron Slynn, Lord Bingham de Cornhill, Lord Hoffmann y otros. Fuera del Colegio de Abogados y del poder judicial de Inglaterra y Gales, los miembros han incluido el clero (incluidos cinco arzobispos de Canterbury), industriales como John Wynne, astrónomos como John Lee, figuras de los medios, como Huw Thomas, y miembros del Colegio de Abogados, el poder judicial y el gobierno de otras naciones, como Sir Ti-liang Yang (expresidente del Tribunal Supremo de Hong Kong), B.R. Ambedkar (arquitecto principal de la Constitución de la India), Leslie Goonewardene (fundador del primer partido político de Sri Lanka, el Partido Lanka Sama Samaja) y también expresidentes de Chipre Spýros Kyprianoú, Tássos Papadópoulos y Gláfkos Klirídis.